# Bönen
Bönen és un municipi del districte d'Unna, a l'estat de Rin del Nord-Westfàlia, a Alemanya. El 2019 tenia 18.107 habitants. Hi ha dues escoles primàries.